# Balla (Burkina Faso)
Pour les articles homonymes, voir Balla.
Balla est une commune rurale située dans le département de Satiri de la province du Houet dans la région des Hauts-Bassins au Burkina Faso.

## Géographie
Balla est localisée à 9 km au nord-ouest de Satiri.

## Éducation et santé
Balla accueille un centre de santé et de promotion sociale (CSPS).